# مصفاة بيجي

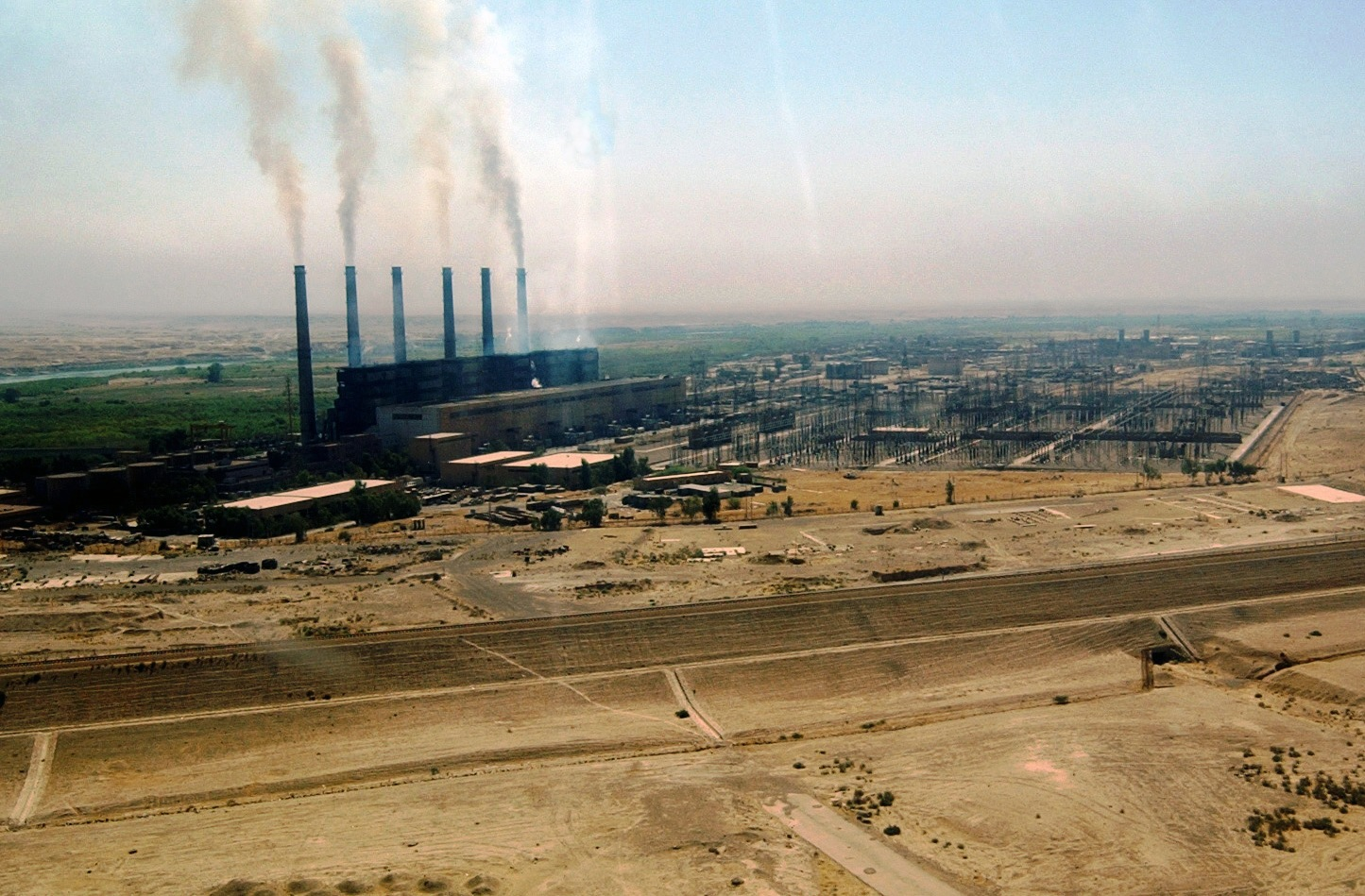
مصفاة بيجي عام 2008.

مصفاة بيجي هو أكبر مجمعات تصفية وتصنيع النفط في العراق أُنشئت في شهر تموز سنة 1978، وهو ينتج ثلث إنتاج المصافي العراقية.
يقع المصفی في محافظة صلاح الدين على بعد نحو 130 كيلومترا إلى الشمال من بغداد ، في وسط الطريق المؤدي من بغداد إلى الموصل .
تبلغ طاقته الإنتاجية 15 مليون طن سنوياً من المشتقات النفطية، وتبلغ طاقة التكرير 310,000 برميل يومياً،(49,000 m3/d).
وفي عام 2008، كانت 500 شاحنة صهريج عراقية تقوم بنقل النفط من مصفاة بيجي يوميا.

## استعادة المصفاة من داعش
سيطر داعش على مصفاة بيجي في 24 حزيران عام 2014. ولكن تمكنت القوات المسلحة العراقية من استعادة المصفاة من قبضة تنظيم داعش في 16 تشرين الأول عام 2015. تعرضت المصفاة لأضرار كبيرة إثر العمليات العسكرية التي دارت فيها وإصلاحها قد يستغرق أكثر من عام.

## استعادة الاجزاء المسروقة والتشغيل
تعرضت بعض الاجزاء للتدمير والسرقة خلال سيطرة تنظيم داعش الارهابي، واعلن رئيس الوزراء العراقي محمد شياع السوداني عن استعادة الاجزاء المسروقة حيث بادر مواطن بالمساعدة في اعادة الاجزاء المسروقة التي كانت في اقليم كردستان.